# Independence (Utah)
Independence – miasto w Stanach Zjednoczonych, w stanie Utah, w hrabstwie Wasatch.